# Мечеть Залхана
Мечеть Залхана, Шахарська мечеть (вірм. Զալխանի մզկիթ) була однією із знаменитих мечетей Єревана, розташовувалася в кварталі Шаар. 
Нині в Єревані є тільки одна мечеть — Блакитна мечеть, а на місці мечеті Залхана розташована будівля Спілки художників.